# Frank Buyse
Frank Henri Joseph Buyse (Kortrijk, 21 november 1959) is een Belgisch auteur, bestuurder, journalist, redacteur.

## Levensloop
Buyse studeerde sociologie en psychologische en pedagogische wetenschappen aan de Rijksuniversiteit Gent, alwaar hij in 1983 als licentiaat afstudeerde. Vervolgens ging hij als socioloog aan de slag.
Twee jaar later ging hij aan de slag in de journalistiek, hij werkte onder meer voor De Morgen, Het Laatste Nieuws en Sportmagazine. Ook was hij werkzaam voor het reclamebureau Saatchi & Saatchi. In 2000 was hij betrokken bij de oprichting van het mannenblad Menzo, waarvan hij de eerste hoofdredacteur werd. In 2002 werd de samenwerking stopgezet na een meningsverschil over de journalistieke oriëntatie van het maandblad. Hij werd als hoofdredacteur opgevolgd door Thomas Siffer.
Na het vertrek van hoofdredacteur Luc Soens en algemeen hoofdredacteur Guido Van Liefferinge in 2003 nam hij samen met Dirk Remmerie het roer van Het Nieuwsblad en Het Volk over. In maart 2006, bij de aanstelling van Peter Vandermeersch als algemeen hoofdredacteur, stapte Buyse op als co-hoofdredacteur. Hij ging vervolgens aan de slag als commercieel manager van tweedeklasser KV Kortrijk. Daar stapte hij na een half jaar al terug op.
In 2007 richtte hij samen met zijn echtgenote Okapuka op, waar hij haar schilderkunst combineert met zijn schrijfkunst. Hij werd terug sportjournalist bij Het Nieuwsblad.